# Lokalbahn Wien-Baden
Lokalbahn Wien-Baden eller Badner Bahn er en lokalbane i Østrigs hovedstad Wien og omegn og drives af AG der Wiener Lokalbahnen.
Jernbanestrækningen fører fra Wiener Staatsoper til Baden-Josefsplatz. Banen er tosporet, med undtagelse af strækningen inden for Baden, og er elektrificeret. På den 30,4 kilometer lange strækning transporteres dagligt 30.000 personer.

## Drift
Mellem stoppestederne Wien Schedifkaplatz og Wien Oper samt Baden Viadukt og Baden Leesdorf kører banen som sporvogn i gadestrækning. På den resterende linje kører den som almindelig jernbane. Der er i alt 34 stoppesteder og stationer, hvor stoppestedet på Karlsplatz i Wien kun betjenes i retning mod Wien Oper.
På sporvognafsnittet køres ikke signalbetjent (også i tunnelen under Gürtelstraße), mens de øvrige baneafsnit er fuldt signalstyret. Der er 26 højtgulvsvogne og 10 lavtgulvsvogne i drift. Mellem Wien Oper og Wiener Neudorf er der i myldretiden 7,5 minutters drift. På andre tidspunkter er der 15 minutters drift, og fra omkring kl. 22 er der halv times drift mellem Wien og Baden. Køretiden er omkring én time.
Banen kører med jævnstrøm 650 volt mellem Oper – Schedifkaplatz, 750 volt mellem Schedifkaplatz – Inzersdorf og 850 volt mellem Inzersdorf – Baden. Køretøjerne skal derfor kunne håndtere tre spændinger.

## Historie
Badner Bahn er opstået i to etaper. Den 29. september 1886 blev der etableret en dampsporvognsstrækning af Neue Wiener Tramwaygesellschaft fra Wien til Wiener Neudorf. Strækningen var hovedsagelig en godsstrækning til teglfabrikkerne i det sydlige Wien. I den anden ende af strækning blev der allerede fra 1873 åbnet en hestetrukket sporvognslinje fra Baden-Leesdorf til Rauhenstein. Strækningen mellem Baden-Josefsplatz og Leesdorf, der er en del af nutidens Badnerbahn, blev drevet elektrisk siden 1894. Sporvognen i Baden er dermed den ældste elektrisk drevne normalspors-sporvogn i Østrig. Den 22. maj 1895 åbnede en elektrificerede linje Baden-Sooß-Bad Vöslau. Den 30. marts 1897 købte Wiener Lokalbahn Badner Straßenbahn og overtog med tilbagevirkende kraft driften pr. 1. januar 1897.
Forlængelsen af Badener strækningen fra Leesdorf til Guntramsdorf blev taget i drift den 11. maj 1899 som elektrificeret strækning med to spor. Den 30. august 1899 blev ringlinjen i Baden og den 28. januar 1900 sidestrækningen til Traiskirchen-Aspangbahnhof taget i drift. Forlængelsen af Wiener strækningen til Guntramsdorf skete den 27. januar 1895, og strækningen til Guntramsdorf blev udbygget som tosporet frem til 1902. Siden 1. maj 1907 er hele strækningen fra Wien Oper til Baden Josefsplatz i elektrificeret drift. På strækningen udenfor byerne kørtes med vekselstrøm, men hele strækningen blev drevet med jævnstrøm fra 1945.
På grund af den stigende konkurrence med biltrafikken faldt passagerantallet, og ringlinjen i Baden blev derfor indstillet den 22. juli 1928. Den 14. september 1931 lukkedes linjen til Rauhenstein og den 14. december 1931 led sidelinjen til Traiskirchen samme skæbne. Også sporvognslinjen Baden – Bad Vöslau blev erstattet af busser den 30. september 1931, men blev på grund af massive protester fra passagererne og politikerne i Sooßer atter sat i drift den 20. december 1931. Strækningen Baden – Bad Vöslau blev dog endeligt indstillet den 14. februar 1951.

## Værd at vide
Der er findes driftsbanegårde: Wien Wolfganggasse og Baden Leesdorf. Større arbejder og regelmæssige hovedundersøgelser sker på Wiener Liniens hovedværksted.
Der findes flere veteranvogne, som kan hyres til specialkørsel.
Før stoppestedet Wien Schöpfwerk findes et spor til U-Banelinje U6 stationen Tscherttegasse. Indtil 1995 var denne forbindelse tosporet, og blev benytte af sporvogn hurtiglinje 64, der var en forløber for den sydlige U6, som førte fra Wien Westbahnhof til Siebenhirten.
I Guntramsdorf kører banen som sporvogn gennem Feldgasse. Da den imidlertid retmæssigt kører som jernbane, må den kun køre 25 km/t for at kunne reagere rettidigt i nødstilfælde. Indbyggerne i Guntramsdorf er vant til dette, og – i modsætning til Wien – kører der også regelmæssigt godstrafik på strækningen.

## Fremtid
I Wiener Neudorf er der indrettet en styrecentral, der blev påbegyndt i marts 2006 og åbnet i maj 2007. De øvrige styrecentraler er ubemandede og fjernstyres fra Wiener Neudorf. Siemens har leveret teknikken til styrecentralerne. Ydermere blev der i juni 2006 leveret 4 styrevogne i serie T2500 af Bombardier Transportation. Der monteres løbende digitalt informationssystem ved alle vigtige holdesteder. Disse viser næste togs ankomst, endestationen og togets sammensætning af vogne.
Den 1. maj 2007 blev holdt en fest i Remise Wolfganggasse i Wien i anledning 100-året for åbning af den fuldt elektrificerede strækning Wien – Baden. I den anledning indsatte man i planmæssige afgange flere veteranvogne af serie 200.
Der er overvejelser om at etablere en ny linje mellem Wien og Bratislava i Slovakiet. Denne vil så køre på en del af S-banelinje S7, mens strækningen mellem Wolfsthal til Bratislava må nyetableres. Strækningen vil tidligst kunne sættes i drift i 2013, og der ville skulle indsættes 30 nye vogntog.